# Eulithis peloponnesiaca
Eulithis peloponnesiaca là một loài bướm đêm trong họ Geometridae.